# Francis of Delirium
Jana Bahrich (nacida en 2001 o 2002), conocida profesionalmente como Francis of Delirium, es una músico de indie rock luxemburguesa. Después de tocar la trompa y el banyo cuando era niña, se convirtió en una músico destacada dentro y fuera de Luxemburgo. Ha realizado giras con varias bandas y está programada para encabezar su propia gira a partir de abril de 2024 para su álbum debut, Lighthouse, que se lanzó en marzo de 2024.

## Primeros años de vida
Bahrich nació en 2001 o 2002. Creció en Luxemburgo, donde tocaba la trompa cuando era niña y alquiló un banyo para aprender a tocar «Foggy Mountain Breakdown». Fue influenciada musicalmente por la instrumentación de Sufjan Stevens y la voz y energía de Pearl Jam.

## Carrera

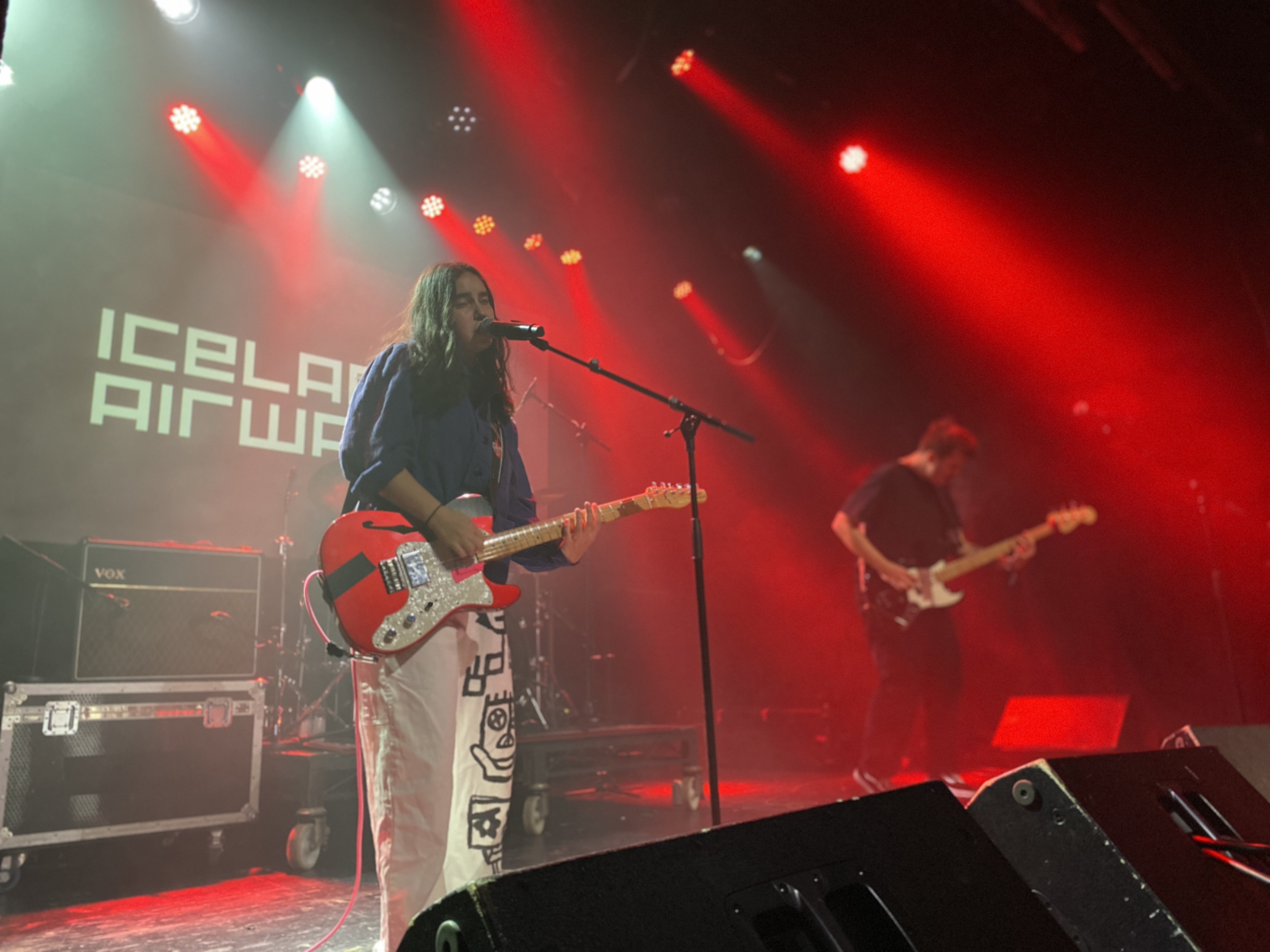
Francis of Delirium actuando en Reikiavik en 2022.

Como Francis of Delirium, Bahrich trabaja con el productor Chris Hewett. Su música indie rock se caracteriza por sus letras emocionales y corriente de conciencia. Francis of Delirium ha realizado giras musicales con The 1975, Soccer Mommy, Horsegirl y Kings of Leon. Es una artista destacada en Luxemburgo, donde la escena de lamúsica alternativa ha estado históricamente relativamente inactiva y con frecuencia toca en vivo en Europa.

### Lighthouse
Francis of Delirium lanzó su álbum debut, Lighthouse, el 22 de marzo de 2024 con Dalliance Recordings. Antes del álbum, lanzó cuatro sencillos: «Real Love», «First Touch», «Blue Tuesday» y la canción de cierre del álbum, «Give It Back to Me». Cada uno de los sencillos de Lighthouse tenía su propia portada, cada una de las cuales era una impresión en linograbado realizada por Bahrich.
Paste describió el álbum en su conjunto como esperanzador y agridulce, caracterizándolo como un álbum coming-of-age «temáticamente conmovedor» y «sonoramente cautivador» y comparándolo con Melodrama de Lorde. DIY le otorgó cuatro de cinco estrellas y lo describió como un debut seguro.

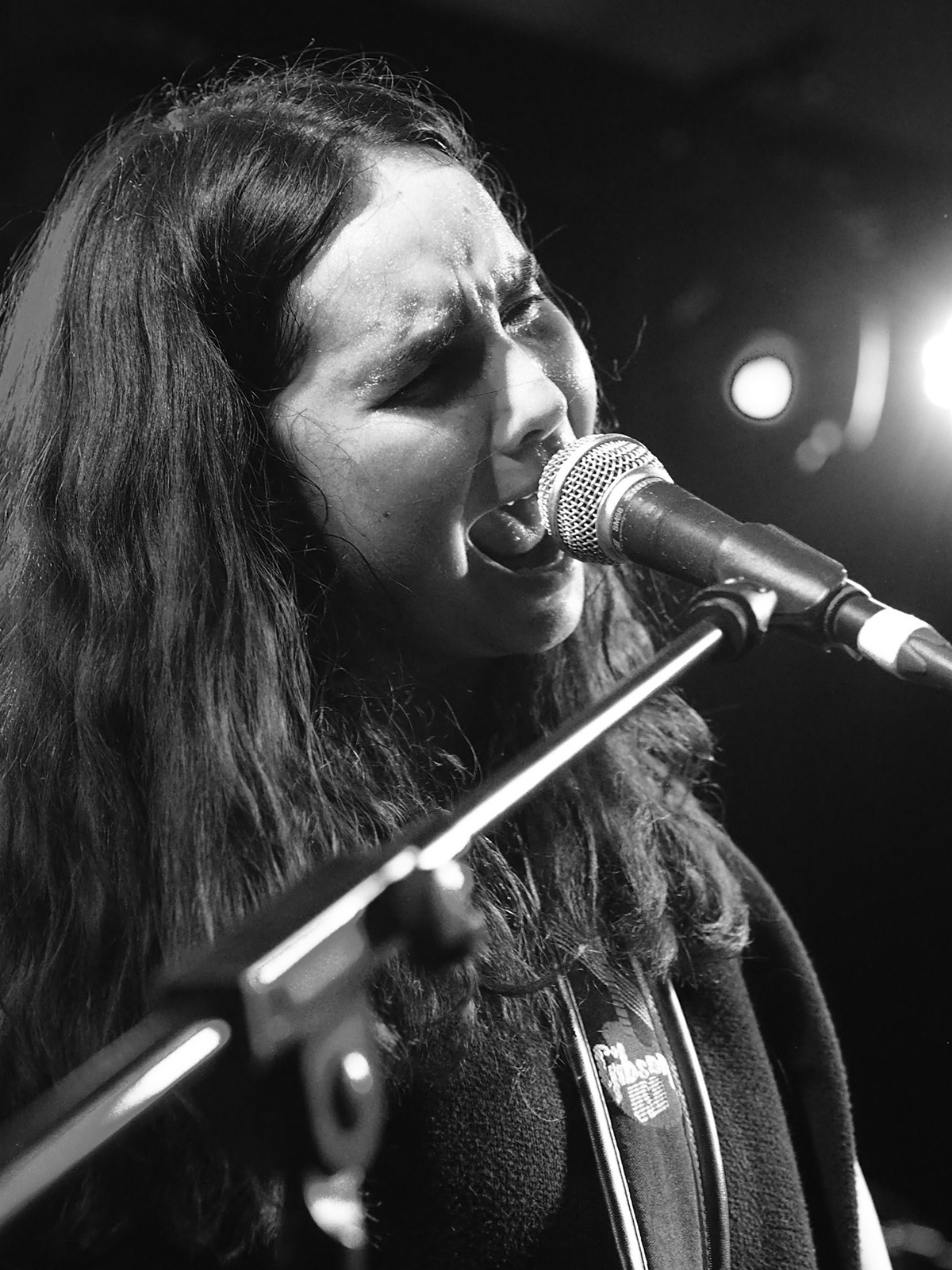
Francis of Delirium actuará en Londres en 2022

La primera pista del álbum, «Ballet Dancers (Never Love Again)», fue elogiada por Paste como una canción «sin esfuerzo» que gradualmente cobra impulso y «una de las mejores introducciones de álbumes de 2024 hasta la fecha». DIY lo comparó con Weyes Blood. Catherine Marks, que ha trabajado con boygenius, produjo los temas «Real Love» y «First Touch». La canción final, «Give It Back to Me», fue elogiada por DIY como una conclusión «casi cinematográfica» del álbum que refleja «el nivel de musicalidad que se demuestra claramente en todo momento».
Francis of Delirium tiene previsto realizar una gira por Europa con su nuevo álbum en abril y mayo de 2024.

### Citas
1. ↑  Huges, Mia (18 de abril de 2024). «Touring Luxembourg with Francis of Delirium, the indie star making big waves in a tiny country». NME. Consultado el 28 de abril de 2024.
2. 1 2 3 4 5 6  Braaten, 2024.
3. 1 2 3 4 5 6  Carter, 2024.
4. 1 2 3  Grimwade, 2024.
5. ↑  DeVille, 2024.

### Obras citadas
- Braaten, Elizabeth (22 de marzo de 2024). «Francis of Delirium: 'Lighthouse' Album Review». Paste (en inglés estadounidense). Consultado el 26 de marzo de 2024.
- Carter, Daisy (8 de febrero de 2024). «Get To Know… Francis of Delirium». DIY (en inglés). Consultado el 26 de marzo de 2024.
- Grimwade, Charlotte (20 de marzo de 2024). «Francis of Delirium - Lighthouse». DIY (en inglés). Consultado el 26 de marzo de 2024.
- DeVille, Chris (15 de febrero de 2024). «Francis Of Delirium Share New Single "Give It Back To Me": Listen». Stereogum (en inglés). Consultado el 26 de marzo de 2024.

## Lectura adicional
- Mosk, Mitch (28 de febrero de 2024). «Interview: Francis of Delirium Is a Lighthouse of Love, Support, & Cathartic Indie Rock». Atwood Magazine (en inglés estadounidense).

- Datos: Q125154747
- Multimedia: Francis of Delirium / Q125154747